# 530년

## 연호
- 남량(南梁) 중대통(中大通) 2년
- 북위(北魏) 영안(永安) 3년 / 건명(建明) 원년

## 기년
- 남량(南梁) 무제(武帝) 29년
- 북위(北魏) 효장제(孝莊帝) 3년 / 장광왕(長廣王) 원년
- 신라(新羅) 법흥왕(法興王) 17년
- 고구려(高句麗) 안장왕(安臧王) 12년
- 백제(百濟) 성왕(聖王) 8년

## 탄생
- 교황 사비니아노, 65대 로마 교황.